# Langues arawakiennes

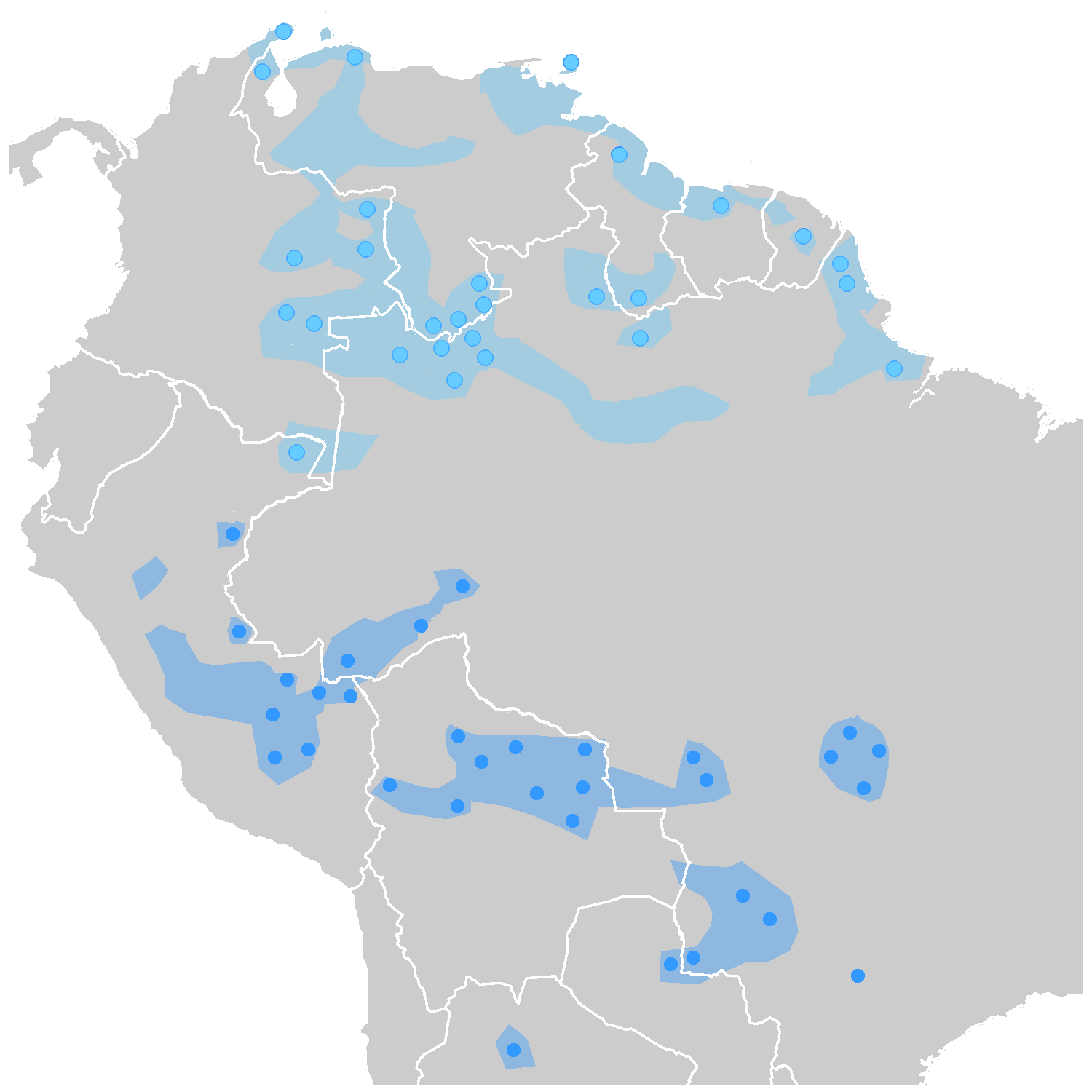
Les langues arawaks d'Amérique du Sud : arawak du Nord (en bleu clair) et arawak du Sud (en bleu foncé).

Les langues arawaks ou langues arawakiennes sont une famille de langues amérindiennes  d'Amérique du Sud et des Antilles, avec un transfert de populations récent en Amérique centrale. On utilise aujourd'hui arawakien de préférence à arawak, cette dernière appellation étant synonyme avec lokono, une langue arawakienne du sous-groupe mahipuran maritime. Avant la pénétration européenne, le mahipuran maritime était largement co-territorial avec le kali'na qu'on appelait alors le galibi.

## Classification
- I. Langues guahibanes (5 langues ; environ 20 000 locuteurs)
- II. Langues arawanes (9 langues)
- III. Langues maipuranes (59 langues) 
  - A. Maipuran maritime (ou mahipuran septentrional maritime)
(7 langues ; environ 831 700 locuteurs, Antilles, Amérique centrale et les régions côtières entre la Colombie et l'Amapá) ; plus particulièrement les langues ci-après)
    - 1. Wapishana (1 langue, environ 13 000 locuteurs, Guyana et Amapá)
    - 2. Palikur (1 langue ; environ 1 200 locuteurs, Amapá)
    - 3. Karipúna insulaire (la langue éteinte des Kalinago (Caraïbes insulaires / Karib), une langue des Antilles, relexifiée à vocabulaire Kali'na dans le moule d'une syntaxe mahipurane maritime)
      - 3.1. Garifuna ou karipoun noir (une variété de karipoun insulaire parlée par les descendants d'esclaves marrons, 500 000 locuteurs, Amérique centrale)

    - 4. Taïno (une langue éteinte des Antilles qui a cédé devant le karipoun insulaire avant que celui-ci ne cède devant le créole français)
    - 5. Arawak (ou lokono) (langue parlée autrefois dans les Antilles, encore parlée en Guyane, 500, au Guyana, 15 000, et au Suriname, 2 000)
    - 6. Wayuu (sur la frontière entre la Colombie et le Venezuela, 300 000 locuteurs)
    - 7. Karipúna continental ou karipoun marawán (une langue éteinte de l'Amapá et de la Guyane qui a servi de lingua franca au début de la pénétration européenne avant qu'elle ne cède devant le créole français ; à l'instar du karipoun insulaire, elle était à vocabulaire kali'na coulée par relexification dans la syntaxe du mahipuran maritime)

  - B. Maipuran septentrional (ou maipuran septentrional continental), dont Agnou, Apurinã, Matsigenka
(15 langues ; environ 9 000 locuteurs, Amazonie)
    - 1. Tariana
    - 2. Inapari
    - 3. Piapoco
    - 4. Achagua
    - 5. Yucuna
    - 6. Baniwa de l'Içana

  - C. Maipuran méridional 
(28 langues ; environ 60 000 locuteurs, Amérique du Sud)
    - 1. Machineri
    - 2. Baure
    - 3. trinitario
    - 4. ignaciano

  - D. Maipuran non classé
(9 langues ; Amérique du Sud)

## Langues arawakiennes caribéennes/antillaises

Répartition des langues arawakiennes.

Les langues arawakiennes insulaires sont désignées Ta-arawakan ou Ta-maipurean ou Caribean. 
L'histoire des expansions et implantations restent mal déterminées.
Une classification provisoire serait :
- Araikú, Waraikú (en)
- Arawak (lokono) (Antilles + Guyane/Guyana/Suriname)
- baré, Barawana, Marawa (Orénoque, Amazonie)
- Caquetío (en) (Venezuela, Aruba, Bonaire, Curaçao)
- Kalinago (en), igneri, iñeri, inyeri, kalíphona  (Îles du Vent (Guadeloupe, Grenade...))
  - Garifuna (Belize, Guatemala, Honduras, Roatán, Nicaragua...)
- Shabayo (en) (Venezuela, Trinité)
- Taïno
  - lucayo (des Lucayens (Bahamas), taïno principal, taïno oriental.

## Codification
- Étiquette d'identification de langues IETF : awd